# На останньому подиху
«На останньому подиху» (фр. À bout de souffle) — дебютний повнометражний фільм Жана-Люка Годара 1960 року. Одна з найвідоміших картин «французької нової хвилі», з Жаном-Полем Бельмондо і Джин Сіберг у головних ролях.

## Сюжет
Мішель Пуакар — молодий злочинець викрадає у Марселі автомобіль і їде на ньому до Парижа. На виїзді із міста його починають переслідувати поліцейські. Втікаючи від переслідування, він убиває одного з них. Без грошей і переслідуваний поліцією Мішель повертається до своєї подружки-американки Патриції, студентки Сорбони та журналістки. Попри сумніви Патриція все ж вирішує сховати Мішеля. Вони проводять час разом: кохаються, викрадають автомобілі, щоб заробити гроші на по́дорож до Італії.
Чим ближче поліція — тим більше хоробрості у Мішеля. І тим більше зростає напруга історії.

## У ролях
- Жан-Поль Бельмондо — Мішель Пуакар
- Джин Сіберг — Патриція Франчіні
- Данієль Буланже — поліцейський-інспектор
- Жан-П'єр Мельвіль — Парвулеско, письменник
- Анрі-Жак Юе — Антоніо Берутті
- Ван Дауде — епізод
- Клод Мансар — Клодіюс Мансар
- Жан-Люк Годар — епізод
- Рішар Бальдуччі — Толмачов
- Роже Анен — Кел Зомбах
- Андре Ес Лабарт — епізод
- Ліліана Давід — епізод
- Мішель Фабр — інспектор поліції
- Ліліан Робін — епізод
- Жан-Луї Рішар — журналіст
- Жан Душе — журналіст
- Раймонд Хантлі — журналіст
- Філіпп де Брока — журналіст
- Луїгі — епізод
- Жозе Беназераф — епізод
- Жерар Браш — фотограф

## Знімальна група
- Режисер — Жан-Люк Годар
- Сценаристи — Жан-Люк Годар, Клод Шаброль
- Оператор — Рауль Кутар
- Композитор — Марсіаль Солаль
- Продюсер — Жорж де Борежар

## Нагороди
Берлінський міжнародний кінофестиваль:
- 1960: Премія «Срібний ведмідь» найкращому режисеру — Жан-Люк Годар

Синдикат французьких кінокритиків:
- 1961: Critics Award за найкращий фільм — Жан-Люк Годар

Приз Жана Віго
- 1960: Prix Jean Vigo — Жан-Люк Годар

Номінація на премію «БАФТА» у 1962 році.

## Цікаві факти
- Слоган фільму: «The film that was banned for 4 years. Why..?» («Фільм, який було заборонено на 4 роки. Чому..?»).
- У 1983 році Джим Макбрайд зняв «римейк «На останньому подиху»» («Breathless») з Річардом Гіром у головній ролі.
- Щоб зробити гру акторів більш невимушеною, Годар пояснював акторам, що від них вимагається у сцені прямо під час зйомок.
- Мішель Пуакар згадує когось на ім'я Боб Монтаньє. Боб Монтаньє — це головний герой фільму Жана-П'єра Мельвіля «Боб-гравець» (1955).
- Сам Мельвіль з'являється в епізодичній ролі письменника Парвулеску, у якого бере своє перше інтерв'ю Патриція.
- Мішель Пуакар у фільмі часто називається Ласло Коваксом. Ласло Ковакс — це персонаж поставленого у 1959 році Клодом Шабролем фільму «На подвійний оберт ключа».
- Годар не міг собі дозволити операторський візок, тому оператора у багатьох сценах катали на стільці з коліщатами. Він запозичив цю техніку у Жана-П'єра Мельвіля.
- Впливовий американський кінокритик Роджер Еберт назвав «На останньому подиху» найкращим дебютом в історії кіно з часів «Громадянина Кейна»